# Harry Gruyaert
Harry Gruyaert, né  le 25 août 1941 à Anvers, est un photographe belge, membre de l'agence Magnum Photos depuis 1981. 

## Biographie
Harry Gruyaert étudie de 1959 à 1962 à l' École de photographie et de cinéma (INRACI) de Bruxelles. Il commence sa carrière comme photographe en indépendant à Paris, tout en travaillant comme directeur de la photographie pour la télévision flamande
Il effectue en 1969 un voyage au Maroc ; les photographies qu'il y prend lui valent d'être le premier lauréat du Prix Kodak de la critique photographique en 1976 ; il les publie dans son ouvrage Maroc en 1990. 
En 1972, il photographie les Jeux olympiques d'été à Munich et les premiers vols Apollo tels qu'ils ont été montrés sur un téléviseur ; cette série, TV Shots, est exposée à la Galerie Delpire à Paris en 1974, publiée en 1984 à Paris chez Contrejour et en 2007 chez Steidl.
Gruyaert rejoint l'agence Magnum en 1982 et en devient membre à part entière en 1986.

## Publications
- 1990 : Morocco, Paris, Schirmer/Mosel, 45 p.  (ISBN 3888145791)
- 2000 : Made in Belgium, texte de Hugo Claus, Paris, Delpire, 90 p.  (ISBN 285107203X).
- 2001 : Picardie, Nord, Pas-de-Calais, texte de Marie Desplechin, National Geographic Society, coll. « La France », no  3, 289 p.  (ISBN 2-84582-015-1).
- 2003 : Rivages, Paris, Éditions Textuel, 104 p.  (ISBN 2845970900)[4]
- 2007 : TV shots, texte de Jean-Philippe Toussaint, Göttingen, Steildl  (ISBN 978-3-86521-375-4).
- 2009 : avec Jean Gaumy et Éric Reinhardt : Tour Granite, [Paris, Éditions Xavier Barral, 140 p.  (ISBN 9782915173345).
- 2010 : Moscou, Paris, Éditions Be-Pôles, coll. « Portraits de villes », 2010, 64 p.  (ISBN 978-2-917004-12-8)[5].
- 2013 : Maroc, préface de Brice Matthieussent, Paris, Textuel, 116 p.  (ISBN 978-2-84597-478-4)[6].
- 2017 : West : Los Angeles, Las Vegas, 1981 ; East : Moscou, 1989, texte de David Campany, Paris, Textuel, 2 vol.  (ISBN 2845975872)
- 2022 : 
  - Between Worlds, texte de David Campany, Atelier EXB, 143 p.  (ISBN 978-2-36511-335-9)[7].
  - India, texte de Jean-Claude Carrière, Paris, Atelier EXB, 202 p.  (ISBN 978-2-36511-275-8)

## Expositions

### Expositions personnelles
- 24 avril au 9 juin 1986 : Lumières blanches, organisée par le  Centre national de la photographie, Palais de Tokyo, Paris[8].
- 15 juin - 22 septembre 1996 : Dijon vu par Harry Gruyaert, Palais des ducs de Bourgogne, Dijon[9].
- 2002 : Jours de Fret, Les Rencontres d'Arles
- 2003 : Rivages, commissaire François Hébel, Les Rencontres d'Arles.
- 2014 : Maroc, Galerie Gadcollection, Paris.
- 2015 :
  - La RATP invite Harry Gruyaert[10], 16 stations et gares de la RATP, Paris
  - Rétrospective à la Maison européenne de la photographie, Paris[11].
- 2019 : Harry Gruyaert, photographe, Hôtel départemental des arts du Var, Toulon — dans le cadre des Rencontres de la photographie d'Arles[12].
- 21 juin - 18 août 2019 :
  - Harry Gruyaert. Rivages, Base sous-marine, Bordeaux[13].
  - Bordeaux vu par Harry Gruaert, galerie Arrêt sur l’image, Bordeaux.
- 29 septembre 2020 - 28 février 2021 : Harry Gruyaert, Kunsthal, Helmond[14].
- 2020 : Last Call : Harry Gruyaert, Magnum Gallery, Paris.
- 2022 : Between Worlds, galerie Fifty One, Anvers[7].
- 2023 : La part des choses (cibachromes), Le Bal, Paris[15].

### Expositions collectives
- 2013 : Transition, Rencontres d'Arles
- 2017 : Paysages français - Une aventure photographique (1984 - 2017), Bibliothèque nationale de France, Paris

exposition rassemblant près de mille images de 167 photographes, parmi lesquels Raymond Depardon, Josef Koudelka, Lewis Baltz, Elina Brotherus, Robert Doisneau, Thierry Girard, Sophie Ristelhueber, Gabriele Basilico, Bernard Plossu, Pierre de Fenoÿl .
- 30 mars - 6 octobre 2024 : Dans la vague, Campredon art & image, L'Isle-sur-la-Sorgue

exposition inspirée par l'estampe emblématique d'Hokusai La Grande Vague, avec des œuvres d'une vingtaine d'artistes, parmi lesquels Noémie Goudal, Harry Gruyaert, Michael Kenna, Arno Rafael Minkkinen, Sarah Moon, Martin Parr, Bernard Plossu.

## Récompenses et distinctions
- 1976 : Prix Kodak de la critique photographique